# Dionysus (album)
Dionysus è il nono album in studio del gruppo musicale australiano Dead Can Dance, pubblicato il 2 novembre 2018 dalla PIAS Recordings.

## Tracce
1. Act I – Sea Borne - 6:44
2. Act I – Liberator of Minds  - 5:20
3. Act I – Dance of the Bacchantes - 4:35
4. Act II – The Mountain - 5:34
5. Act II – The Invocation - 4:56
6. Act II – The Forest - 5:04
7. Act II – Psychopomp - 3:53